# Critérium de Bussières
Pour les articles homonymes, voir Bussières.
Le critérium de Bussières est un critérium qui s'est déroulé sur la commune de Bussières de 1960 à 1978, puis de 1984 à 1986. En 1974, la course comptait pour les sélections du championnat du Monde.

## Palmarès
Le palmarès inclut les coureurs français les plus renommés de cette période dont Jacques Anquetil, Raymond Poulidor, Bernard Thévenet et Bernard Hinault, mais aussi les coureurs étrangers Felice Gimondi, Eddy Merckx, Joop Zoetemelk ou Sean Kelly..
| Année     | Vainqueur             | Deuxième              | Troisième             |
| --------- | --------------------- | --------------------- | --------------------- |
| 1960      | Raymond Elena         | Jean Selic            | Robert Ducard         |
| 1961      | Robert Ducard         | René Fournier         | Anatole Novak         |
| 1962      | Raymond Fayard        | Henri Epalle          | Louis Rostollan       |
| 1963      | Jacques Anquetil      | Rolf Wolfshohl        | Georges Groussard     |
| 1964      | Henri Anglade         | Georges Groussard     | Jean Stablinski       |
| 1965      | Rudi Altig            | Felice Gimondi        | Benoni Beheyt         |
| 1966      | Raymond Poulidor      | Jean Dumont           | Jacques Anquetil      |
| 1967      | Felice Gimondi        | Roger Pingeon         | Francis Rigon         |
| 1968      | Roger Pingeon         | Rolf Wolfshohl        | Jacques Anquetil      |
| 1969      | Jan Jansen            | Désiré Letort         | Cyrille Guimard       |
| 1970      | Eddy Merckx           | Raymond Poulidor      | Walter Godefroot      |
| 1971      | Walter Godefroot      | Bernard Thévenet      | Eric Leman            |
| 1972      | Bernard Thévenet      | Mariano Martinez      | Lucien Van Impe       |
| 1973      | Raymond Poulidor      | Ferdinand Julien      | Luis Ocaña            |
| 1974      | Bernard Thévenet      | Jean-Luc Molinéris    | Francis Campaner      |
| 1975      | Joop Zoetemelk        | Bernard Thévenet      | Alain Santy           |
| 1976      | Roy Schuiten          | Walter Godefroot      | Hennie Kuiper         |
| 1977      | Patrick Sercu         | Bernard Thévenet      | Patrick Perret        |
| 1978-1983 | Épreuve non organisée | Épreuve non organisée | Épreuve non organisée |
| 1984      | Sean Kelly            | Marc Madiot           | Michel Laurent        |
| 1985      | Bernard Hinault       | Dominique Garde       | Bernard Vallet        |
| 1986      | Bernard Vallet        | Dominique Garde       | Sean Kelly            |

## Record de participation
Le coureur limousin Raymond Poulidor, qualifié de "chouchou du public", est un habitué de Bussières : il prend le départ du Critérium chaque année de 1962 à 1976, et s'y impose en 1966 et 1973.